# Molossus
Genre
Molossus est un genre de chauves-souris de la famille des Molossidae.

## Liste des espèces
Selon GBIF (12 juin 2025) :
- Molossus alvarezi González-Ruiz, Ramírez-Pulido & Arroyo-Cabrales, 2011
- Molossus aztecus Saussure, 1860
- Molossus bondae J.A.Allen, 1904
- Molossus coibensis J.A.Allen, 1904
- Molossus currentium Thomas, 1901
- Molossus fentoni Loureiro, B.K.Lim & Engstrom, 2018
- Molossus fluminensis Lataste, 1891
- Molossus melini Montani, Tomasco, Barberis, Romano, Barquez & Díaz, 2021
- Molossus milleri Johnson, 1952
- Molossus molossus (Pallas, 1766)
- Molossus nigricans Miller, 1902
- Molossus pretiosus Miller, 1902
- Molossus rufus E.Geoffroy, 1805
- Molossus sinaloae J.A.Allen, 1906
- Molossus verrilli J.A.Allen, 1908

## Systématique
Le nom valide complet (avec auteur) de ce taxon est Molossus Geoffroy, 1805.
Molossus a pour synonymes :
- Disopes Gervais & Ameghino, 1880
- Dysopes Illiger, 1811
- Dysopus Billberg, 1827
- Mollossus Weithofer, 1887
- Nolossus Mina-Palumbo, 1868